# Barak Itzhaki
Barak Itzhaki (Hebreeuws:ברק יצחקי) (Ashkelon, 25 september 1984) is een Israëlisch voetbalcoach en voormalig voetballer. Itzhaki was een aanvallend ingestelde middenvelder die zowel centraal als op de flanken kon uitgespeeld worden.

## Carrière

### Hapoel Ashkelon
Barak begon zijn carrière bij Hapoel Ashkelon. Hij maakte op 17-jarige leeftijd zijn debuut en zou er gedurende 2 seizoenen spelen. Hij zou met Hapoel 2 maal de Toto Cup winnen. In 57 wedstrijden scoorde hij uiteindelijk 28 goals voor de club.

### Beitar Jeruzalem
Na 2 seizoenen voor Hapoel Ashkelon te hebben gespeeld vertrok Itzhaki naar Beitar Jeruzalem. Hij zou 5 seizoenen spelen voor Beitar en zou er uitgroeien tot een publiekslieveling. In 2007 werd hij kampioen met Beitar Jeruzalem. In de 5 seizoenen dat hij voor Beitar speelde kwam hij aan 109 wedstrijden waarin hij 23 goals scoorde.

### KRC Genk
Op vrijdag 28 december 2007 tekende Itzhaki een contract voor 3,5 jaar bij het Belgische KRC Genk voor een bedrag van +- 1,1 miljoen euro. Genk had hem al jaren op het oog, maar pas op die dag werd alles afgerond. Bij Genk wordt hij ploegmaat van zijn landgenoot Elianiv Barda. Hij maakte zijn eerste goal voor Genk in de wedstrijd tegen RAEC Mons. Samen zouden ze in een mindere periode van Genk de lichtpunten worden bij de Limburgse topclub. Zouden, want Itzhaki kampte met heimwee naar zijn thuisland, zijn vorige club en de vedettestatus die hij bij Beitar Jeruzalem bereikt had. Na moeizame onderhandelingen tussen Beitar en Genk was de transfer in juli 2008 dan toch een feit, Ithzaki keerde terug naar Beitar voor een bedrag van +- 1,25 miljoen euro. Hij zou uiteindelijk 3 goals in 15 wedstrijden hebben gemaakt voor Genk.

### Terug naar Beitar Jeruzalem
Hij speelde zijn eerste wedstrijd sinds zijn terugkeer in de voorronde van de UEFA Champions League tegen het Poolse Wisła Kraków. Bij zijn competitiedebuut in de wedstrijd tegen Hakoah Ramat Gan scoorde hij meteen 2 keer. In zijn eerste seizoen sinds zijn terugkeer speelde hij uiteindelijk 31 wedstrijden waarin hij 14 keer scoorde. In zijn tweede seizoen speelde hij 33 wedstrijden waarin hij 16 goals maakte.

### Maccabi Tel Aviv
In 2010 stapte hij over naar Maccabi Tel Aviv. In zijn eerste twee seizoen kwam hij aan 31 wedstrijden waarin hij 10 goals maakte. In het seizoen 2012-2013 werd hij uitgeleend aan Anorthosis Famagusta. Hij speelde hier 23 wedstrijden waarin hij 13 goals maakte. Hierna keerde hij terug naar Maccabi Tel Aviv. Op de eerste speeldag in de wedstrijd tegen Hapoel Acre mocht hij starten en scoorde hij meteen. In 2018 beeindigde hij zijn loopbaan.

## Internationaal

### EK-19
Barak Itzhaki speelde met het Israëlisch voetbalelftal onder 21 op het EK onder 21 in Nederland. Israël werd in de groepsfase uitgeschakeld en scoorde geen enkel doelpunt.

### A-elftal
Itzhaki speelde sinds 2007 in totaal 11 wedstrijden voor het Israëlisch voetbalelftal, in deze 11 wedstrijden kon hij 1 keer scoren tegen Macedonië.

## Trainer
Na het ontslag van Patrick van Leeuwen werd Itzaki eind oktober 2021 aangesteld als interim-hoofdtrainer van Maccabi Tel Aviv FC.
2 Cohen ·
3 Revivo ·
4 Lemkin ·
5 Nachmias ·
6 Asante ·
7 Zahavi  ·
9 Turgeman ·
11 Yehezkel ·
13 Shlomo ·
14 Van Overeem ·
15 Malede ·
16 Kanichowsky ·
16 Patati ·
18 Stojić ·
19 Madmon ·
20 Addo ·
22 Melika ·
23 Sluga ·
27 Davidadza ·
28 Sissokho ·
33 Layous ·
36 Shahar ·
42 Peretz ·
55 Bitton ·
77 Davida ·
90 Mishpati ·
Coach: Lazetić